# Lena Madsén
Lena Madsén, född 8 maj 1934 i Johannes församling i Stockholm, är en svensk skådespelare och mannekäng.
Madsén är dotter till radiomannen Lars Madsén och var gift med skådespelaren Torsten Wahlund till hans död.

## Filmografi
- 1958 – Fröken April
- 1960 – A Matter of Morals
- 1966 – Ska' ru' me' på fest?
- 1966 – Oj oj oj eller Sången om den eldröda hummern
- 1970 – Ministern
- 1970 – Stockholmssommar
- 1972 – Skiljas
- 1993 – Snoken

## Teater

### Roller (ej komplett)
| År   | Roll        | Produktion                                       | Regi        | Teater   |
| ---- | ----------- | ------------------------------------------------ | ----------- | -------- |
| 1965 | Medverkande | Yvonne, prinsessa av Bourgogne Witold Gombrowicz | Alf Sjöberg | Dramaten |
| 1966 | Dansös      | I afton improviserar vi Luigi Pirandello         | Mimi Pollak | Dramaten |